# Lomaptera pallidipes
Lomaptera pallidipes är en skalbaggsart som beskrevs av Ernst Gustav Kraatz 1895. Lomaptera pallidipes ingår i släktet Lomaptera och familjen Cetoniidae.

## Underarter
Arten delas in i följande underarter:
- L. p. affinis
- L. p. mimikana
- L. p. densestriata